# Geitenkaas

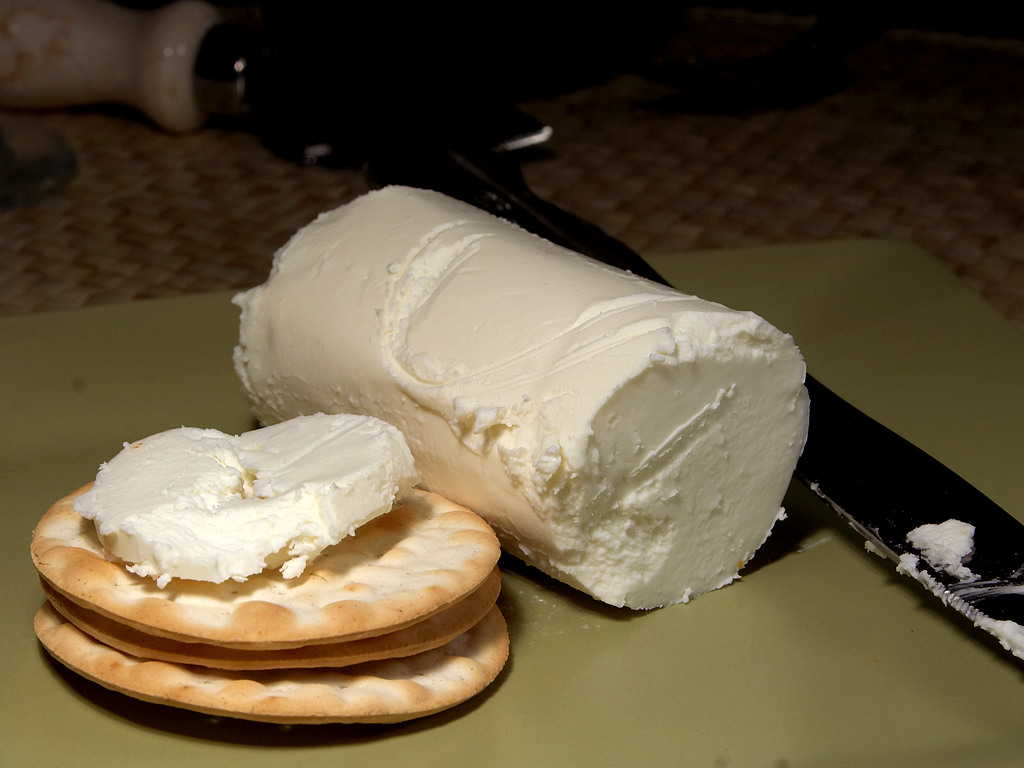
Geitenkaas

Geitenkaas is kaas die gemaakt is van geitenmelk. Omdat melk maar beperkt houdbaar is, maakt men er kaas van, zodat de waardevolle bestanddelen van de melk langer behouden blijven.

## Bestanddelen
De belangrijkste bestanddelen in kaas zijn: vet, eiwit en melkzouten. De lactose wordt tijdens de bereiding van kaas door melkzuurbacteriën omgezet in melkzuur. Hierdoor krijgt de kaasmassa een bepaalde zuurgraad (pH), die belangrijk is voor de consistentie en de rijping van de kaas.
Het zout dat wordt toegevoegd bij de bereiding van kaas heeft ten eerste een remmende werking op de groei van ongewenste bacteriën. Ten tweede heeft het zout invloed op de consistentie en de smaak.
Na de bereiding zal de kaas tijdens het rijpen geleidelijk veranderingen ondergaan, waardoor het de gewenste eigenschappen zal krijgen.
Geitenkaas is witter van kleur dan kaas gemaakt van koeienmelk. Dit komt doordat geiten alle caroteen (bevat oranje kleurstof) uit het voer in hun spijsverteringskanaal omzetten in vitamine A. Geitenmelk bevat minder lactose dan koemelk waardoor mensen met een lactose-intolerantie vaak wel geitenmelkproducten kunnen eten. De vetzuurmoleculen (rode bloedcellen) in geitenmelk zijn kleiner dan die in koeienmelk, waardoor geitenkaas lichter verteerbaar is, en daardoor geschikter voor zuigelingen en mensen met spijsverteringsstoornissen.

## Kaassoorten

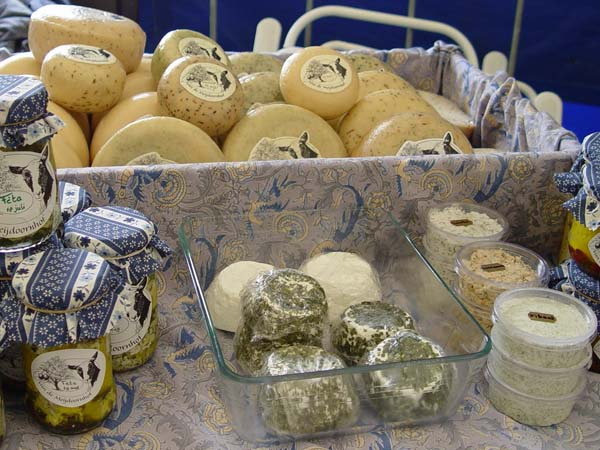
Diverse soorten geitenkaas

Geitenmelk wordt (op de boerderij en in de zuivelfabriek) verwerkt tot halfharde kaassoorten van het Goudse type en zachte kaassoorten. Kleine halfharde geitenkaasjes van ongeveer 500 gram kunnen al na 10 tot 14 dagen worden gegeten. De kaas smaakt dan als jonge kaas. Het verouderingsproces gaat bij geitenkaas veel sneller dan bij kaas van koeienmelk. Na vier weken smaakt geitenkaas al naar oude kaas. Bij grotere kazen verloopt het rijpingsproces langzamer.
Er wordt ook verse en halfharde geitenkaas gemaakt waaraan verschillende soorten kruiden zijn toegevoegd, zoals selderij, bieslook, knoflook of brandnetel.

## Fokkerij
In Nederland worden ruim 300.000 geitenlammeren per jaar geboren, waarvan de helft (150.000) bokjes (mannetjes). Deze kunnen niet gebruikt worden voor de melkproductie en zijn dus overbodig. Maar ook de vrouwelijke lammetjes zijn niet allemaal nodig om de veestapel in stand te houden. In totaal is 75% van de lammetjes (225.000) overbodig. In dit geval betekent dit dat de dieren geslacht worden.